# ميلتون جاكسون
ميلتون جاكسون (بالإنجليزية: Milt Jackson)‏ (و. 1923 – 1999 م) هو ملحن، وعازف جاز، ومغني، وموسيقي أمريكي، ولد في ديترويت، يستخدم آلات فيبرافون، بدأ مشواره المهني سنة 1946، توفي في نيويورك، عن عمر يناهز 76 عاماً، بسبب سرطان الكبد.

## التعليم
تعلم في جامعة ولاية ميشيغان
.

## وصلات خارجية
- ميلتون جاكسون على موقع IMDb (الإنجليزية)
- ميلتون جاكسون على موقع الموسوعة البريطانية (الإنجليزية)
- ميلتون جاكسون على موقع ميوزك برينز (الإنجليزية)
- ميلتون جاكسون على موقع أول موفي (الإنجليزية)
- ميلتون جاكسون على موقع قاعدة بيانات الأفلام السويدية (السويدية)
- ميلتون جاكسون على موقع إن إن دي بي (الإنجليزية)
- ميلتون جاكسون على موقع أول ميوزيك (الإنجليزية)
- ميلتون جاكسون على موقع ديسكوغز (الإنجليزية)
- ميلتون جاكسون على موقع كينوبويسك (الروسية)